# Tortula berica
Tortula berica là một loài rêu trong họ Pottiaceae. Loài này được (De Not.) Lindb. mô tả khoa học đầu tiên năm 1871.